# Шакила
Шакила (хинди शकीला; 1 января 1935 — 20 сентября 2017) — индийская актриса

, снимавшаяся в фильмах на хинди.

## Биография
Будущая актриса появилась на свет 1 января 1935 года и при рождении получила имя Бадшах Бегум.
Сниматься в кино она начала благодаря своей тёте, которая заведовала карьерой как самой Шакилы, так и её младших сестёр, Насрин и Нур,
последняя из которых оставила кино, выйдя замуж за актёра Джонни Уолкера.
Впервые на экранах Шакила появилась в небольшой роли в фильме Alibaba (1953). В том же году она снялась в двух сценах и музыкальном номере к фильму Armaan режиссёра Фали Мистри с Мадхубалой в главной роли. Однако порывом в её карьере стали роли в фильмах Гуру Датта Aar Paar и CID (1956). Ещё одна известная её работа — роль феи в фильме-сказке Hatim Tai того же года. В следующем году она снялась вместе с Кишором Кумаром в фильме Begunah, однако через несколько дней фильм был снят с проката из-за обвинений в плагиате. Она также играла в фильмах Shriman Satyawadi (1960) с Раджем и China Town (1962) с Шамми Капуром и запомнилась зрителям благодаря музыкальным номерам на песни «Baar Baar Dekho» из China Town и «Ae Mere Dil Hai Nadaan» из Tower House (1962). Всего актриса появилась на экране в более чем 50 фильмах.
В августе 1963 года Шакила вышла замуж за британца афганского происхождения Ахмеда Омара.
После замужества она оставила кино и переехала в Великобританию. Её единственная дочь Миназ, родившаяся примерно в 1972 году, в 1991 покончила жизнь самоубийством.
Последние годы Шакила провела в Бандре (район Мумбаи), сохраняя дружеские отношения с бывшими коллегами  Сайрой Бану, Ашей Парекх, Вахидой Рехман, Нандой и Джабин Джалили. Актриса скончалась 20 сентября 2017 года в результате сердечного приступа в возрасте 82 лет.